# MagicGate
 MagicGate  (literalment 'porta màgica') és una tecnologia de protecció contra còpies, va ser introduïda per Sony el 1999 com a part de la Iniciativa de música digital segura (SDMI per les sigles en anglès). Funciona xifrant la informació dins del dispositiu i utilitzant dos circuits integrats MagicGate, un el dispositiu d'emmagatzematge i un altre al lector, per reforçar el control sobre la forma en què els arxius són copiats.
El xifrat MagicGate és usat en les targetes de memòria de la PS2 i, des de 2004, a tots els productes de Memory Stick. Alguns dispositius, com Network Walkman, accepten només les Memory Stick amb MagicGate.
Totes les Memory Stick Duo amb MagicGate s'identifiquen amb una osca en la terminació posterior de la targeta.
Maneres de reconèixer les Memory Stick Pro Duo Falses.

1 - Les originals fan servir Impressores de vectors per imprimir amb qualitat totes les lletres, res de desenfocament ni tons més clars o foscos.
2 - Les Falses fan servir unes impressores de pitjor qualitat, en no tenir tanta qualitat si et fixes una mica podràs observar com algunes lletres estan desenfocades, són més brutes, més negres i si fregues una mica la targeta amb el dit, acaba esborrant fàcilment.
3 - Les originals són més fines que les falsificacions.
4 - Si en intentar introduir la targeta en l'adaptador, no entra com hauria d'entrar, pot ser que tinguis una targeta falsa a les teves mans.
5 - Les noves falsificacions de 2GB (1959MB) sempre tenen problemes per a introduir-se en la psp (Playstation Portable).
ORIGINAL:
Falsificació

2 Vista Posterior
1 - La font, la mida de la font i la tècnica de la impressió són els criteris principals per distingir la veritable de la falsificació, així que has de ser acurat.
2 - La veritable té escrit 'MADE IN JAPAN' i 'ICES/NMB-003.' Amb les falses normalment tenen algun tipus d'error com algun punt eliminat el final de la paraula '-003'.
3 - La veritable té la lletra "S" a "MSX-2GS" com cursiva, es pot observar que és diferent de la que es fa servir en les paraules
'COMPLI CANADA' i 'ICES/NMB-003'. Les Falses utilitzen la mateixa font de lletra per a totes les paraules.
4 - Les veritables tenen el caràcter o símbol '/' curt, si et fixes, la falsa té el símbol '/' més llarg que cap altre caràcter dels impresos.
5 - En els 10 contactes o connectors d'or de la memòria, en l'original el plàstic cobreix perfectament tota la memòria des del principi fins al final. Les Falses poden tenen petits forats negres en els connectors, d'altres es poden observar que l'or no cobreix completament el connector deixant a la vista parts internes de la targeta com la placa PCB dels components interns de color verd (en una original això seria un defecte de fabricació).
6 - Com passa amb la vista frontal a la part posterior també podem apreciar que la impressió usada per Sony és de vectors amb alta qualitat, lletres enfocades res de brutícia i tot clar, les falsificacions es poden veure com són impressions de baixa qualitat on es pot apreciar desenfocament i tons més clars o foscos, si s'insisteix passant el dit poden arribar a esborrar les lletres.
ORIGINAL
Falsificació